# Altium Designer
Altium Designer — комплексная система автоматизированного проектирования (САПР) радиоэлектронных средств, разработанная австралийской компанией Altium. Ранее эта же фирма разрабатывала САПР P-CAD, который приобрёл необычайную популярность среди российских разработчиков электроники. В 2008 году фирма Altium заявила о прекращении поставки программных пакетов P-CAD, и предложила разработчикам использовать программу Altium Designer, которая появилась в 2000 году и изначально имела название Protel. В 2006 был проведён ребрендинг программного продукта и он получил текущее название, последняя версия которого называется Altium Designer 21.

## Описание
Сегодня Altium Designer — это система, позволяющая реализовывать проекты электронных средств на уровне схемы или программного кода с последующей передачей информации проектировщику ПЛИС или печатной платы. Отличительной особенностью программы является проектная структура и сквозная целостность ведения разработки на разных уровнях проектирования. Иными словами, изменения в разработке на уровне платы могут мгновенно быть переданы на уровень ПЛИС или схемы и так же обратно. Так же в качестве приоритетного направления разработчиков данной программы стоит отметить интеграцию ECAD и MCAD систем. Теперь разработка печатной платы возможна в трёхмерном виде с двунаправленной передачей информации в механические САПР (Solid Works, Pro/ENGINEER, NX и др.)
Данный пакет состоит из двух продуктов, базирующихся на единой интегрированной платформе DXP, возможность работы с тем или иным из них зависит от типа приобретённой лицензии:
- Altium Designer Custom Board Front-End Design — Проектирование ПЛИС, схемотехническое проектирование и моделирование.
- Altium Designer Custom Board Implementation — Проектирование печатных плат и ПЛИС.

В состав программного комплекса Altium Designer входит весь необходимый инструментарий для разработки, редактирования и отладки проектов на базе электрических схем и ПЛИС. Редактор схем позволяет вводить многоиерархические и многоканальные схемы любой сложности, а также проводить смешанное цифро-аналоговое моделирование. Библиотеки программы содержат более 90 тысяч готовых компонентов, у многих из которых имеются модели посадочных мест, SPICE и IBIS-модели, а также трёхмерные модели. Любую из вышеперечисленных моделей можно создать внутренними средствами программы.
Редактор печатных плат Altium Designer содержит мощные средства интерактивного размещения компонентов и трассировки проводников, которые совместно с интуитивной и полностью визуализированной системой установки правил проектирования максимально упрощают процесс разработки электроники. Инструменты трассировки учитывают все требования, предъявляемые современными технологиями разработок, например, при трассировке дифференциальных пар или высокочастотных участков плат. В состав программы входит автоматический трассировщик Situs, в котором используются наиболее прогрессивные алгоритмы трассировки печатных проводников. Принципиальным отличием последней версии Altium Designer является поддержка двунаправленной работы с механическими деталями и моделями компонентов в формате STEP, которые могут быть импортированы/экспортированы из механических САПР. Для улучшения функций 3D-моделирования для Altium Designer в 2017 году лицензировано геометрическое ядро C3D.
Работа над всеми частями проекта ведётся в единой управляющей оболочке Design Explorer, что позволяет разработчику контролировать целостность проекта на всех этапах проектирования. Таким образом, изменения, внесённые на любом этапе разработки, автоматически передаются на все связанные стадии проекта.
В дополнение к мощным средствам разработки, Altium Designer имеет широкие возможности импорта и экспорта сторонних систем проектирования и поддерживает практически все стандартные форматы выходных файлов (Gerber, ODB++, DXF и т. д.). Полностью поддерживаются все наработки в виде схем, плат и библиотек, разработанные в последних версиях P-CAD.

## Публикации
- Eda Express — Журнал о технологиях проектирования и производства электронных устройств
- Учебные и справочные материалы по системам Altium Designer и Protel